# مهدی قاضی خرم‌آبادی
مهدی قاضی خرم‌آبادی (زاده ۵ بهمن ۱۳۰۶ خرم‌آباد – درگذشته ۲ آذر ۱۳۸۸ تهران) روحانی ایرانی بود. او نماینده روح‌الله خمینی در استان لرستان، بنیانگذار و رئیس دانشگاه قم از سال ۱۳۵۹، معاون شورای عالی قضایی، معاون شورای مدیریت حوزه علمیه قم، دبیر و عضو هیئت عفو امام و رئیس هیئت مدیره مرکز خدمات حوزه علمیه قم بود.

## زندگی
مهدی قاضی در سال ۱۳۰۶ در خرم‌آباد متولد شد و به دلیل علاقه شخصی به حوزه علمیه خرم‌آباد رفت و پس از مدتی برای ادامه فعالیت حوزوی خود به حوزه علمیه قم رفت. وی شاگرد سید حسین طباطبایی بروجردی، روح‌الله خمینی، سید محمد محقق داماد و علی مشکینی بود. مهدی قاضی پس از فوت روح‌الله کمالوند بنیانگذار حوزه علمیه خرم‌آباد به زادگاهش بازگشت تا مدیریت حوزه علمیه آن را به عهده بگیرد.

### قاضی‌آباد
در شهر خرم‌آباد محله‌ای در جنوب شرق شهر به نام خانواده قاضی به نام قاضی‌آباد وجود دارد.
خانواده قاضی در استان لرستان از خانواده‌های مشهور هستند.

## فعالیت‌های سیاسی
مهدی قاضی در مدت تبعید روح‌الله خمینی به نجف چندین بار به دیدن وی رفت و در ساماندهی اعتراضات در جریان انقلاب ۵۷ در خرم‌آباد نقش پررنگی داشت. به همین دلیل توسط ساواک دستگیر و به کمیته مشترک ضد خرابکاری تهران منتقل و تا قبل از انقلاب در آنجا زندانی بود ، وی پس از پیروزی انقلاب ۵۷ از سوی روح‌الله خمینی به عنوان نماینده وی در استان لرستان برگزیده شد اما مهدی قاضی این سمت را خیلی ادامه نداد و به قم برگشت. وی همچنین فعالیت‌هایی در قوه قضائیه داشت و در زمان ریاست عبدالکریم موسوی اردبیلی بر شورای عالی قضایی معاون این شورا بود.

## درگذشت
مهدی قاضی در تاریخ ۲ آذر ۱۳۸۸ در بیمارستان ایرانمهر تهران به دلیل ایست تنفسی و سکته قلبی و در سن ۸۲  سالگی درگذشت و در حرم فاطمه معصومه در قم به خاک سپرده شد.

### پیام‌های تسلیت
پس از درگذشت مهدی قاضی،آیت الله خامنه ای و  اکبر هاشمی رفسنجانی و اکثر مراجع تقلید و مسیولین لشکری و کشوری  در پیامیهایی درگذشت وی را تسلیت گفت. همچنین علی لاریجانی و محمدی گلپایگانی از طرف مقام رهبری و محسن رضایی  در مراسم تدفین مهدی قاضی در قم حضور یافت.